# Miltochrista pica
Miltochrista pica är en fjärilsart som beskrevs av Alfred Ernest Wileman 1911. Miltochrista pica ingår i släktet Miltochrista och familjen björnspinnare. Inga underarter finns listade i Catalogue of Life.